# Lotte Eriksen
Pour les articles homonymes, voir Eriksen.
Lotte Eriksen, née le 24 janvier 1987 à Stavanger, est une joueuse professionnelle de squash représentant la Norvège. Elle atteint en décembre 2014 la 53e place mondiale sur le circuit international, son meilleur classement.
Elle est championne de Norvège à 16 reprises entre 2005 et 2020.

## Biographie
Elle découvre le squash à l'âge de 12 ans avec ses parents et à 16 ans, elle s'y consacre pleinement. Elle déménage ensuite en Suède pour y fréquenter le lycée de squash, puis en Angleterre, où elle étudie le sport et les sciences du sport.

## Palmarès

### Titres
- Championnats de Norvège: 16 titres (2005-2020)